# Eksjö stadsfest
Eksjö stadsfest är sedan 2008 en årligt återkommande stadsfestival i Eksjö. 
Festivalen utspelar sig på ett flertal scener på Stora Torget och Gamla Stan i Eksjö. Stadsfesten arrangeras av föreningen Fiesta Eksjö med hjälp av flera hundra funktionärer. Många av Sveriges största artister har besökt stadsfesten, däribland Wilmer X, Lisa Miskowski och Millencollin.
Runt 20 000 besökare brukar varje år delta under stadsfesten.
Initiativet till stadsfestivalen togs av Fredrik Erpesjö och  Håkan Waxegård som tidigare startat bland annat Hultsfredfestivalen, Lollipopfestivalen, kulturhuset Mondo i Stockholm. Sedan 2012 har den tidigare festivalledningen fasats ut och numera är det nya krafter som arrangerar Stadsfesten.[källa behövs]